# KVLB
Koordinaten: 44° 4′ 40″ N, 121° 19′ 48″ W
KVLB oder KVLB-FM (Branding: „K-Love“) ist ein US-amerikanischer nichtkommerzieller religiöser Hörfunksender aus Bend im US-Bundesstaat Oregon. KVLB sendet auf der UKW-Frequenz 90,5 MHz. Eigentümer und Betreiber ist die Educational Media Foundation .